# K2 (バンド)
K2とは、現役病理医でもある草深 公秀（クサフカ キミヒデ、1962年 -現在 ）のソロ・ノイズ・プロジェクト名である。

## 解説
高校生の頃から多重録音で自身のスタイルを模索していた草深が、1983年から本格的にノイズ・ミュージック作成を開始した時のプロジェクト名としてK2と名乗った。この時期はおもにメールアートの世界で活躍していた。1st カセットalbumとして”Student Apathy”(Self Plan/Kinky Tape Collection: KTC-001)を作成、発表し、この時期に全13本のカセット作品を作成した。また、メール・アート関係で、オランダのDe Fabriekのレーベルより国際コンピレーション・レコード”Transatlantic Overdub”に参加。
その後、学業のため、活動休止していたが、1993年から第二期K2として活動を再開。この時期の最初期にはアナログ・シンセによるダウナー・アンビエントな作品”Autopsy Soundtrakks”(Kinky Musik Institute: KMI-001)のカセットアルバムを作成していたが、”De Novo”(KMI-005)や1st CD “Metaloplakia”(KMI-008)辺りから、徐々にメタルジャンクを使ったノイズ作品を作成する様になり、この後、”Metal Dysplasia”（英国Cheeses InternationalとKinky Musik Instituteの共同リリース）や”The Rust”(米国Cortical FoundationとKinky Musik Instituteの共同リリース）辺りからメタル・ジャンクによるカットアップ・ミックスから成る作品を国内外のレーベルから多数発表していくようになった。同時に東京を中心にライブ活動も行うようになった。また、他のノイズ・アーティスト/グループとのコラボレーション曲を両A面7inchEPシリーズとして”Noise Tournament”を発表していた。参加者には、The Haters（米国）、De Fabriek（オランダ）、RLW（ドイツ）、Runtzelstirn & Gorgelstock（スイス）、Aube（日本）などとのコラボレーションがあった。時間芸術である音楽を空間芸術として表現するために、ノイズミュージックを実践していた。仕事の関係で2002年から2005年まで活動休止。
　2005年より静岡を拠点に再度、活動を開始する（第三期K2）。主にミキサーのフィードバックと多量のエフェクターを用いた電子音によるハーシュノイズにシフトし、CD“Abdominal Electricity”（米国Phage Tapes）やCD”Land of Volcano”（米国）を発表。2003年にはスラッジテクノイズCDR作品”Audio Pathology Archives”シリーズを月一100枚限定で１年間、発表していた。
その後、セミモデュラーを用いたノイズミュージックに傾倒し、フォーマットに捉われずに多量の作品を国内外から発表する。その一部は”桑間濮上/Hyper-Erotic Music for Destroying the Land”（60分カセット６本組ボックス:米国Phage Tapes）や”They Live We Slave”（60分カセット３本組:ポルトガルNarcolepsia）などの作品がある。2018年頃より完全にモデュラーシンセのスタイルに移行し、2019年には、日本国内最大のモデュラーシンセのイベント “GigaModular”にも参加した。また、K2草深(electronics)は、インキャパシタンツ/宇宙エンジンのF.Kosakai(guitar)、マルチインストルメンタリストの石橋英子(drums)とのトリオRNAでも年に一度ライブを敢行しおり、その最初のライブ録音は、米国Phage Tapesより２本組カセット作品”No New Tokyo”として発表されている。